# Tarabulida
Tarabulida es un género de arácnido  del orden Solifugae de la familia Daesiidae.

## Especies
Las especies de este género son:
- Tarabulida ephippiata Roewer, 1933
- Tarabulida fumigata Roewer, 1933